# صدف‌شناسی

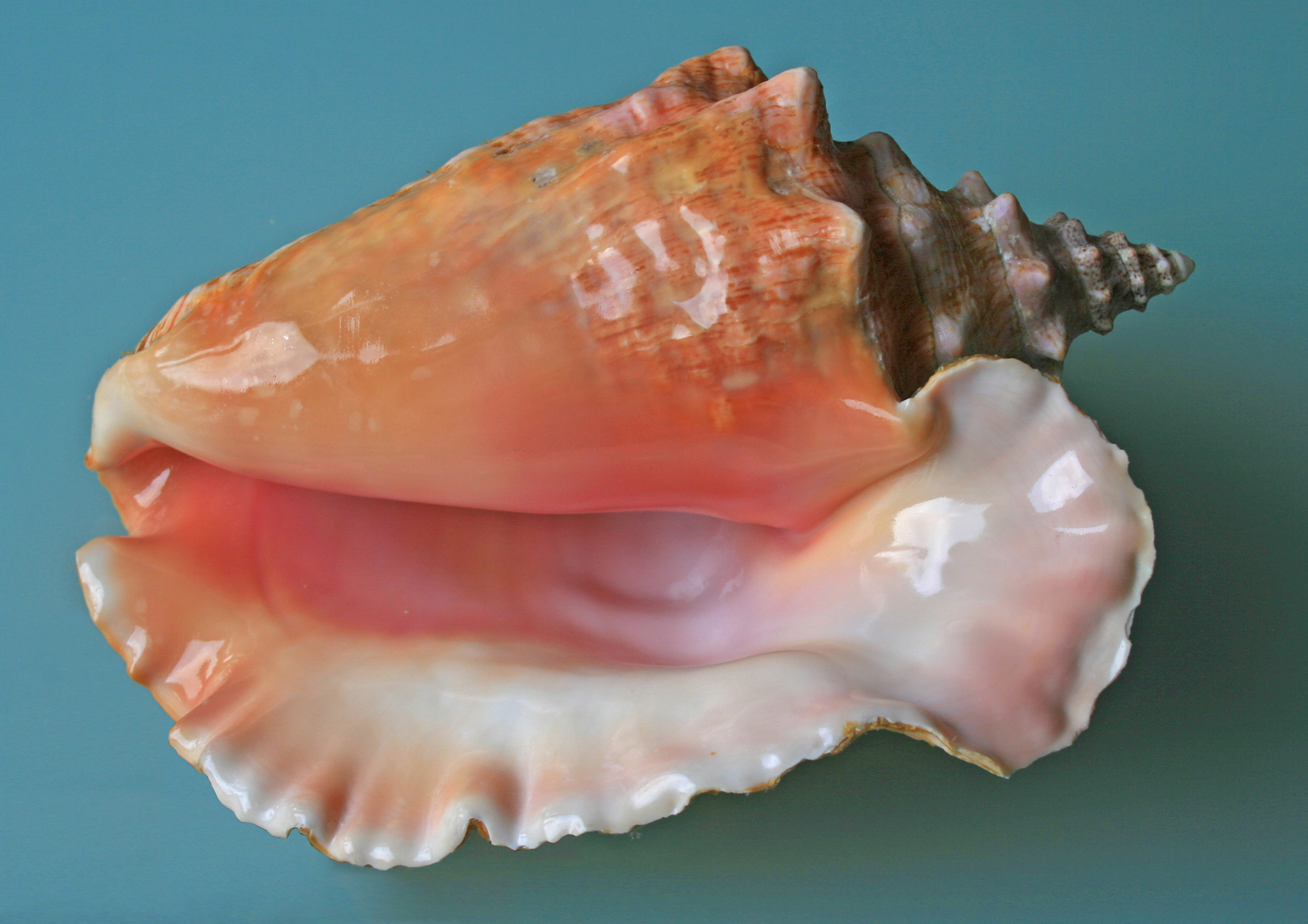

 صدف‌شناسی (یونانی باستان: κόγχος) علم مطالعهٔ صدف‌هاست.